# ニュートンの冷却の法則
ニュートンの冷却の法則（ニュートンのれいきゃくのほうそく、英: Newton's law of cooling）は、液体や気体などの媒質中におかれた高温の固体が媒質によって冷却される様子を表した法則である。
この法則は経験的に導かれた法則なので媒質と固体との温度差が極端に大きい場合には成り立たないこともあるが、日常的な範囲であれば近似的に成り立つ。

## 数学的表現
この法則によると媒質中の固体から媒質に熱が伝わる速度は、固体の表面積及び固体と媒質の温度差に比例する。
すなわち固体の持つ熱量Q 、時刻t 、固体の表面積S 、固体の温度T 、媒質の温度Tm の間には次の関係が成り立つ。
{\displaystyle -{\frac {\mathrm {d} Q}{\mathrm {d} t}}=\alpha S(T-T_{\mathrm {m} })}
ここで比例定数αは固体境界面形状、媒質の性質および流れ方などによって決まる定数で、熱伝達率(heat transfer coefficient)または境膜係数(film coefficient)という。

## 法則の利用
この法則を利用すれば、媒質中におかれた固体の冷却中の温度を知ることができる。物体の熱容量をC とすれば、次の関係が成り立つ。
{\displaystyle {\frac {\mathrm {d} Q}{\mathrm {d} t}}=C{\frac {\mathrm {d} T}{\mathrm {d} t}}}
これを冷却の法則に適用すると次の方程式が得られる。
{\displaystyle -C{\frac {\mathrm {d} T}{\mathrm {d} t}}=\alpha S(T-T_{\mathrm {m} })}
これを物体の温度T について解けば次の解が得られ、物体の温度変化の様子が求められる。
{\displaystyle T=(T_{0}-T_{\mathrm {m} })\exp \left(-{\frac {\alpha S}{C}}t\right)+T_{\mathrm {m} }}
ここでT0 は時刻t = 0における固体の温度である。すなわち、固体と媒質の温度差は指数的に減衰する。
また、時刻t までの熱量変化ΔQ 、すなわち固体に出入りした熱量は
{\displaystyle \Delta Q=C(T-T_{m})=C(T_{0}-T_{m})\left(\exp \left(-{\frac {\alpha S}{C}}t\right)-1\right)}
となる。